# Миякэ, Ю
Ю Миякэ (яп. 三宅 優, Миякэ Ю:, род. 19 ноября 1973 года, Мацуяма, префектура Эхимэ, Япония) — японский композитор и звукорежиссёр. Работает в штате компании Bandai Namco Entertainment. Его самые известные работы появились в саундтреках игр серии Katamari Damacy, над которыми он работал в качестве звукорежиссёра. Среди других заметных работ — различные треки из серий игр Tekken и Ridge Racer.

## Биография
До прихода в Namco Миякэ был студентом университета, специализирующегося на управленческой информации. Первой видеоигрой, над саундтреком которой он работал, был Tekken 3. В 2000 году Миякэ работал с директором Namco Кэйтой Такахаси над видеопроектом «Техас 2000». Такахаси был настолько впечатлён его работой, что назначил его ответственным за музыку и звуки в саундтреке игры 2004 года Katamari Damacy. Миякэ посетил MAGFest 13 в январе 2015 года, где провёл конференцию по обеспечению качества и исполнил различные треки из Katamari Damacy в диджей-сете под названием «eutron».

## Работы
- Tekken 3 (Tekken 3 Original Sound Tracks) (PS1) (1998)
- Tekken Tag Tournament (1999)
- Ridge Racer V (2000)
- Tekken 4 (Tekken 4 Original Sound Tracks) (2002)
- R:Racing Evolution (2003)
- Katamari Damacy (2004)
- Ridge Racer (2004)
- We Love Katamari (2005)
- Tekken 5: Dark Resurrection (2005)
- Ridge Racer 6 (2005)
- Me & My Katamari (2005)
- Ridge Racer 7 (2006)
- Beautiful Katamari (2007)
- Katamari Forever (2009)
- Ridge Racer (2011)
- Touch My Katamari (2011)
- Tekken Tag Tournament 2 (2012)
- Tekken Revolution (2013)
- Persona 4: Dancing All Night (2015)
- Tekken 7 (2017)
- Persona 3: Dancing in Moonlight (2018)